# نيكول كالفان
نيكول كالفان (بالفرنسية: Nicole Calfan)‏ هي كاتِبة وممثلة فرنسية، ولدت في 4 مارس 1947 بباريس في فرنسا.

## وصلات خارجية
- نيكول كالفان على موقع IMDb (الإنجليزية)
- نيكول كالفان على موقع روتن توميتوز (الإنجليزية)
- نيكول كالفان على موقع ألو سيني (الفرنسية)
- نيكول كالفان على موقع أول موفي (الإنجليزية)
- نيكول كالفان على موقع قاعدة بيانات الأفلام السويدية (السويدية)
- نيكول كالفان على موقع قاعدة بيانات الفيلم (الإنجليزية)
- نيكول كالفان على موقع كينوبويسك (الروسية)